# Nicàtor occidental
El nicàtor occidental. (Nicator chloris) és un ocell de la família dels nicatòrids (Nicatoridae).

## Hàbitat i distribució
Habita boscos i matolls al Senegal, Gàmbia i sud de Mali, Guinea Bissau, Sierra Leone, sud-est de Guinea, Libèria, Costa d’Ivori, Ghana, Togo, Benín, Nigèria i sud del Camerun, República Centreafricana, Guinea Equatorial, el Gabon, República del Congo, Cabinda, nord i nord-est de la República Democràtica del Congo, extrem sud de Sudan, Uganda i oest de Tanzània i sud, sud-est i est de la República Democràtica del Congo.